# Noel Gallagher’s High Flying Birds/Diskografie
Diese Diskografie ist eine Übersicht über die musikalischen Werke der britischen Rockband Noel Gallagher’s High Flying Birds. Den Schallplattenauszeichnungen zufolge hat sie bisher mehr als 3,1 Millionen Tonträger verkauft. Ihre erfolgreichste Veröffentlichung ist das Debütalbum Noel Gallagher’s High Flying Birds mit über 900.000 verkauften Einheiten.

## Alben

### Studioalben
| Jahr | Titel                              | Höchstplatzierung, Gesamtwochen, AuszeichnungChartplatzierungen (Jahr, Titel, Platzierungen, Wochen, Auszeichnungen, Anmerkungen) | Höchstplatzierung, Gesamtwochen, AuszeichnungChartplatzierungen (Jahr, Titel, Platzierungen, Wochen, Auszeichnungen, Anmerkungen) | Höchstplatzierung, Gesamtwochen, AuszeichnungChartplatzierungen (Jahr, Titel, Platzierungen, Wochen, Auszeichnungen, Anmerkungen) | Höchstplatzierung, Gesamtwochen, AuszeichnungChartplatzierungen (Jahr, Titel, Platzierungen, Wochen, Auszeichnungen, Anmerkungen) | Höchstplatzierung, Gesamtwochen, AuszeichnungChartplatzierungen (Jahr, Titel, Platzierungen, Wochen, Auszeichnungen, Anmerkungen) | Anmerkungen                             |
| Jahr | Titel                              | DE | AT | CH | UK | US | Anmerkungen                             |
| ---- | ---------------------------------- | --- | --- | --- | --- | --- | --------------------------------------- |
| 2011 | Noel Gallagher’s High Flying Birds | DE11 (5 Wo.)DE | AT16 (4 Wo.)AT | CH10 (5 Wo.)CH | UK1 ×3Dreifachplatin · (60 Wo.)UK                                                                                                 | US28 (2 Wo.)US | Erstveröffentlichung: 16. Oktober 2011  |
| 2015 | Chasing Yesterday                  | DE5 (4 Wo.)DE | AT8 (3 Wo.)AT | CH4 (5 Wo.)CH | UK1 Platin · (44 Wo.)UK | US35 (1 Wo.)US | Erstveröffentlichung: 27. Februar 2015  |
| 2017 | Who Built the Moon?                | DE17 (2 Wo.)DE | AT15 (1 Wo.)AT | CH9 (3 Wo.)CH | UK1 Platin · (34 Wo.)UK | US48 (1 Wo.)US | Erstveröffentlichung: 24. November 2017 |
| 2023 | Council Skies                      | DE8 (3 Wo.)DE | AT13 (2 Wo.)AT | CH11 (2 Wo.)CH | UK2 Gold · (8 Wo.)UK | — | Erstveröffentlichung: 2. Juni 2023      |

### Kompilationen
| Jahr | Titel                                    | Höchstplatzierung, Gesamtwochen, AuszeichnungChartplatzierungen (Jahr, Titel, Platzierungen, Wochen, Auszeichnungen, Anmerkungen) | Höchstplatzierung, Gesamtwochen, AuszeichnungChartplatzierungen (Jahr, Titel, Platzierungen, Wochen, Auszeichnungen, Anmerkungen) | Höchstplatzierung, Gesamtwochen, AuszeichnungChartplatzierungen (Jahr, Titel, Platzierungen, Wochen, Auszeichnungen, Anmerkungen) | Höchstplatzierung, Gesamtwochen, AuszeichnungChartplatzierungen (Jahr, Titel, Platzierungen, Wochen, Auszeichnungen, Anmerkungen) | Höchstplatzierung, Gesamtwochen, AuszeichnungChartplatzierungen (Jahr, Titel, Platzierungen, Wochen, Auszeichnungen, Anmerkungen) | Anmerkungen                         |
| Jahr | Titel                                    | DE | AT | CH | UK | US | Anmerkungen                         |
| ---- | ---------------------------------------- | --- | --- | --- | --- | --- | ----------------------------------- |
| 2021 | Back the Way We Came: Vol. 1 (2011–2021) | DE12 (2 Wo.)DE | AT19 (1 Wo.)AT | CH14 (2 Wo.)CH | UK1 Gold · (11 Wo.)UK | — | Erstveröffentlichung: 11. Juni 2021 |

### Remixalben
| Jahr | Titel                                                         | Höchstplatzierung, Gesamtwochen, AuszeichnungChartplatzierungen (Jahr, Titel, Platzierungen, Wochen, Auszeichnungen, Anmerkungen) | Höchstplatzierung, Gesamtwochen, AuszeichnungChartplatzierungen (Jahr, Titel, Platzierungen, Wochen, Auszeichnungen, Anmerkungen) | Höchstplatzierung, Gesamtwochen, AuszeichnungChartplatzierungen (Jahr, Titel, Platzierungen, Wochen, Auszeichnungen, Anmerkungen) | Höchstplatzierung, Gesamtwochen, AuszeichnungChartplatzierungen (Jahr, Titel, Platzierungen, Wochen, Auszeichnungen, Anmerkungen) | Höchstplatzierung, Gesamtwochen, AuszeichnungChartplatzierungen (Jahr, Titel, Platzierungen, Wochen, Auszeichnungen, Anmerkungen) | Anmerkungen                              |
| Jahr | Titel                                                         | DE | AT | CH | UK | US | Anmerkungen                              |
| ---- | ------------------------------------------------------------- | --- | --- | --- | --- | --- | ---------------------------------------- |
| 2015 | Where the City Meets the Sky – Chasing Yesterday: The Remixes | — | — | — | UK35 (1 Wo.)UK | — | Erstveröffentlichung: 25. September 2015 |

### EPs
- 2012: Songs from the Great White North...
- 2012: iTunes Festival: London 2012
- 2019: Wait and Return
- 2019: Black Star Dancing
- 2019: This Is the Place
- 2020: Blue Moon Rising

## Singles
| Jahr | Titel Album                                                | Höchstplatzierung, Gesamtwochen, AuszeichnungChartplatzierungen (Jahr, Titel, Album, Platzierungen, Wochen, Auszeichnungen, Anmerkungen) | Höchstplatzierung, Gesamtwochen, AuszeichnungChartplatzierungen (Jahr, Titel, Album, Platzierungen, Wochen, Auszeichnungen, Anmerkungen) | Höchstplatzierung, Gesamtwochen, AuszeichnungChartplatzierungen (Jahr, Titel, Album, Platzierungen, Wochen, Auszeichnungen, Anmerkungen) | Höchstplatzierung, Gesamtwochen, AuszeichnungChartplatzierungen (Jahr, Titel, Album, Platzierungen, Wochen, Auszeichnungen, Anmerkungen) | Höchstplatzierung, Gesamtwochen, AuszeichnungChartplatzierungen (Jahr, Titel, Album, Platzierungen, Wochen, Auszeichnungen, Anmerkungen) | Anmerkungen                             |
| Jahr | Titel Album                                                | DE | AT | CH | UK | US | Anmerkungen                             |
| ---- | ---------------------------------------------------------- | --- | --- | --- | --- | --- | --------------------------------------- |
| 2011 | The Death of You and Me Noel Gallagher’s High Flying Birds | — | — | — | UK15 (4 Wo.)UK | — | Erstveröffentlichung: 21. August 2011   |
| 2011 | AKA… What a Life! Noel Gallagher’s High Flying Birds       | — | — | — | UK20 Gold · (19 Wo.)UK | — | Erstveröffentlichung: 9. September 2011 |
| 2011 | If I Had a Gun… Noel Gallagher’s High Flying Birds         | DE94 (1 Wo.)DE | — | — | UK95 Gold · (1 Wo.)UK | — | Erstveröffentlichung: 21. Oktober 2011  |
| 2012 | Dream On Noel Gallagher’s High Flying Birds                | — | — | — | UK52 (1 Wo.)UK | — | Erstveröffentlichung: 12. März 2012     |
| 2012 | Everybody’s on the Run Noel Gallagher’s High Flying Birds  | — | — | — | UK61 (1 Wo.)UK | — | Erstveröffentlichung: 6. August 2012    |
| 2014 | In the Heat of the Moment Chasing Yesterday                | — | — | — | UK26 Silber · (3 Wo.)UK | — | Erstveröffentlichung: 17. November 2014 |
| 2015 | Ballad of the Mighty I Chasing Yesterday                   | — | — | — | UK54 Silber · (4 Wo.)UK | — | Erstveröffentlichung: 12. Januar 2015   |
| 2015 | Riverman Chasing Yesterday                                 | — | — | — | UK70 (1 Wo.)UK | — | Erstveröffentlichung: 11. Mai 2015      |
| 2017 | Holy Mountain Who Built the Moon?                          | — | — | — | UK31 Silber · (10 Wo.)UK | — | Erstveröffentlichung: 9. Oktober 2017   |
| 2017 | She Taught Me How to Fly Who Built the Moon?               | — | — | — | UK71 (1 Wo.)UK | — | Erstveröffentlichung: 24. November 2017 |
| 2017 | It’s a Beautiful World Who Built the Moon?                 | — | — | — | UK77 (2 Wo.)UK | — | Erstveröffentlichung: 24. November 2017 |

Weitere Singles
- 2015: Lock All the Doors
- 2015: The Dying of the Light
- 2016: El Mexicano
- 2017: Fort Knox (Promo-Single)
- 2018: If Love Is the Law
- 2019: Rattling Rose (Promo-Single)
- 2019: Black Star Dancing
- 2019: Sail On (Promo-Single)
- 2019: This Is the Place
- 2019: Evil Flower (Promo-Single)
- 2019: Wandering Star
- 2019: A Dream Is All I Need to Get By (Promo-Single)
- 2020: Blue Moon Rising
- 2020: Come on Outside (Promo-Single)
- 2021: We’re On Our Way Now
- 2021: Flying On The Ground
- 2022: Pretty Boy
- 2023: Easy Now
- 2023: Dead To The World
- 2023: Council Skies
- 2023: Open The Door, See What You Find

## Videoalben und Musikvideos

### Videoalben
| Jahr | Titel                              | Höchstplatzierung, Gesamtwochen, AuszeichnungChartplatzierungen (Jahr, Titel, Platzierungen, Wochen, Auszeichnungen, Anmerkungen) | Höchstplatzierung, Gesamtwochen, AuszeichnungChartplatzierungen (Jahr, Titel, Platzierungen, Wochen, Auszeichnungen, Anmerkungen) | Höchstplatzierung, Gesamtwochen, AuszeichnungChartplatzierungen (Jahr, Titel, Platzierungen, Wochen, Auszeichnungen, Anmerkungen) | Höchstplatzierung, Gesamtwochen, AuszeichnungChartplatzierungen (Jahr, Titel, Platzierungen, Wochen, Auszeichnungen, Anmerkungen) | Höchstplatzierung, Gesamtwochen, AuszeichnungChartplatzierungen (Jahr, Titel, Platzierungen, Wochen, Auszeichnungen, Anmerkungen) | Anmerkungen                            |
| Jahr | Titel                              | DE | AT | CH | UK | US | Anmerkungen                            |
| ---- | ---------------------------------- | --- | --- | --- | --- | --- | -------------------------------------- |
| 2012 | International Magic Live at the O2 | DE75 (1 Wo.)DE | — | — | UK1 Gold · (25 Wo.)UK | — | Erstveröffentlichung: 15. Oktober 2012 |

### Musikvideos
| Jahr | Titel                        | Regie                         |
| ---- | ---------------------------- | ----------------------------- |
| 2011 | The Death of You and Me      | Mike Bruce                    |
| 2011 | AKA... What a Life!          | Mike Bruce                    |
| 2011 | If I Had a Gun...            | Mike Bruce                    |
| 2012 | Dream On                     | Mike Bruce                    |
| 2012 | Everybody’s on the Run       | Mike Bruce                    |
| 2014 | In the Heat of the Moment    | Ollie Murray                  |
| 2014 | Do the Damage                | Mike Bruce                    |
| 2015 | Ballad of the Mighty I       | John Hardwick                 |
| 2015 | Riverman                     | John Minton                   |
| 2015 | Lock All the Doors           |                               |
| 2017 | Holy Mountain                | Ollie Murray                  |
| 2018 | It’s a Beautiful World       | Mike Bruce                    |
| 2018 | She Taught Me How to Fly     | Ollie Murray                  |
| 2018 | Be Careful What You Wish For | Mike Bruce                    |
| 2018 | If Love Is the Law           | Mike Bruce                    |
| 2019 | Black Star Dancing           | Dan Cadan and Jonathan Mowatt |
| 2019 | This Is The Place            | Dan Cadan and Jonathan Mowatt |
| 2019 | Wandering Star               | Dan Cadan and Jonathan Mowatt |
| 2020 | Blue Moon Rising             | Dan Cadan and Jonathan Mowatt |

## Boxsets
- 2012: Singles Box

## Statistik

### Chartauswertung
|                     | DE    | AT    | CH    | UK    | US    |
| ------------------- | ----- | ----- | ----- | ----- | ----- |
| Nummer-eins-Alben   | DE—DE | AT—AT | CH—CH | UK4UK | US—US |
| Top-10-Alben        | DE2DE | AT1AT | CH3CH | UK5UK | US—US |
| Alben in den Charts | DE5DE | AT5AT | CH5CH | UK6UK | US3US |

|                       | DE    | AT    | CH    | UK     | US    |
| --------------------- | ----- | ----- | ----- | ------ | ----- |
| Nummer-eins-Singles   | DE—DE | AT—AT | CH—CH | UK—UK  | US—US |
| Top-10-Singles        | DE—DE | AT—AT | CH—CH | UK—UK  | US—US |
| Singles in den Charts | DE4DE | AT—AT | CH—CH | UK11UK | US—US |

|                          | DE    | AT    | CH    | UK    | US    |
| ------------------------ | ----- | ----- | ----- | ----- | ----- |
| Nummer-eins-Videoalben   | DE—DE | AT—AT | CH—CH | UK1UK | US—US |
| Top-10-Videoalben        | DE—DE | AT—AT | CH—CH | UK1UK | US—US |
| Videoalben in den Charts | DE1DE | AT—AT | CH—CH | UK1UK | US—US |

### Auszeichnungen für Musikverkäufe
Anmerkung: Auszeichnungen in Ländern aus den Charttabellen bzw. Chartboxen sind in ebendiesen zu finden.
| Land/RegionAuszeichnungen für Musikverkäufe (Land/Region, Auszeichnungen, Verkäufe, Quellen) | Silber     | Gold     | Platin     | Verkäufe  | Quellen   |
| -------------------------------------------------------------------------------------------- | ---------- | -------- | ---------- | --------- | --------- |
| Vereinigtes Königreich (BPI)                                                                 | 3× Silber3 | 5× Gold5 | 5× Platin5 | 3.125.000 | bpi.co.uk |
| Insgesamt                                                                                    | 3× Silber3 | 5× Gold5 | 5× Platin5 |           |           |